# Humanistische Internationale
De Humanistische Internationale of Internationale Humanistische Partij (Engels: Humanist International/ International Humanist Party) is een politieke internationale van humanistische en nieuw-humanistische partijen. De HI werd op 4 januari 1989 gesticht in Florence, Italië en volgt als leidraad voor haar handelen de Universele Verklaring van de Mens en baseert zich op de filosofie van het nieuw humanisme zoals ontwikkeld door de Argentijn Mario Rodríguez Cobos. De filosofie van het nieuw humanisme is onder andere sterk beïnvloed door de leer van de geweldloosheid en non-discriminatie van Mahatma Gandhi en dominee Martin Luther King.
Sinds 1999 bestaan er regionale afdelingen in Latijns Amerika en Europa. Afdelingen in Afrika en Azië zijn nog in ontwikkeling.

## Aangesloten politieke partijen
- Partido Humanista (Argentinië)
- Partido Humanista (Brazilië)
- Partido Humanista (Chili)
- Det Humanistiske Parti (Denemarken)
- Humanistische Partij (Finland)
- Parti humaniste (Frankrijk)
- Humanistische Partei (Duitsland)
- Humanistische Partij (Griekenland)
- Humanista Párt (Hongarije)
- Humanist Association of Hong Kong
- Humanist Party of India
- Partito Umanista (Italië)
- Humanistische Democratische Partij (Nederland)
- Humanist Party of Ontario
- Humanistische Partei (Oostenrijk)
- Partido Humanista (Paraguay)
- Partido Humanista (Portugal)
- Partido Humanista (Spanje)
- Humanistická Strana (Tsjechië)
- Humanist Party (Verenigd Koninkrijk)
- Húmanistaflokkurinn (IJsland)
- Humanistische Partei (Zwitserland)